# Кук, Питер (архитектор)
Сэр Питер Кук (родился 22 октября 1936 г., Саутенд-он-Си) — английский архитектор, преподаватель и писатель на архитектурные темы. Основатель группы Аркигрэм (англ. Archigram). Посвящен английской королевой Елизаветой II в рыцари в 2007 году за заслуги перед архитектурой и преподавательскую деятельность.

## Жизнь и творчество
Кук родился в Саутенд-он-Си, Эссекс, изучал архитектуру в Художественном колледже Борнмута в 1953—1958. Затем он поступил в Школу архитектуры Архитектурной ассоциации в Лондоне, которую окончил в 1960 году.
Кук был директором Лондонского института современного искусства (1970—1972) и заведующим кафедрой архитектуры в Школе архитектуры Бартлетта при Университетском колледже Лондона (1990—2006), а также был директором Art Net в Лондоне и куратором Британского павильона на Венецианской биеннале архитектуры. Он продолжает организовывать выставки по всему миру: в Сеуле, Лос-Анджелесе и на Кипре, в Центре Жоржа Помпиду в Париже и Музее дизайна в Лондоне, а также в замках, сараях и гаражах.
Он является старшим научным сотрудником Королевского колледжа искусств в Лондоне. Профессорские должности Кука включают Королевскую академию, Университетский колледж в Лондоне и Штедельшуле во Франкфурте-на-Майне, Германия.
Строительство здания галереи современного искусства Кунстхаус-Грац (Kunsthaus Graz)(также известного как «Дружелюбный инопланетянин») в Австрии (совместно с Колином Фурнье), принесло известность его работы широкой публике. В 2013 году он (вместе со своей студией CRAB) построил здания нового юридического факультета Венского университета бизнеса и экономики и новейшей школы архитектуры в Австралии — Школу архитектуры Абедиана в Университете Бонда в Квинсленде.
Кук также строил в Осаке, Нагое, Берлине и Мадриде.
Работает совместно с Гэвином Роботэмом в CRAB (архитектурное бюро Cook Robotham), и женат на израильском архитекторе Яэль Рейснер.
Кук был удостоен рыцарского звания в 2007 году за заслуги перед архитектурой.

## Победы в архитектурных конкурсах
- 1970 — Monte Carlo Entertainments Centre (совместно с Archigram)
- 1990 — Solar Housing, Landstuhl, Германия (совместно с Christine Hawley)
- 1992 — Museum of Antiquities, Австрия (совместно с Christine Hawley)
- 2000 — The Kunsthaus, Грац (совместно с Colin Fournier)
- 2006 — New Theatre Verbania, Италия (совместно с Gavin Robotham)
- 2009 — Faculty of Law (D3) and Central Administration (AD), Vienna Business and Economics University (совместно с Gavin Robotham)
- 2010 — 2-я премия Taiwan Tower international competition (совместно с Gavin Robotham)
- 2011 — Soheil Abedian School of Architecture, Bond University on the Gold Coast, Австралия (совместно с Gavin Robotham и Brit Andresen)[4]
- 2013 — Финалист National Stadium of Israel (CRAB + POPULOUS)
- 2013 — Финалист in the Gold Coast Cultural Precinct

## Публикации
- 1967 — Architecture: Action and Plan. London: Studio Vista.
- 1970 — Experimental Architecture. London/New York: Studio Vista/Universal Books.
- 1972 — Archigram. London: Studio Vista/Reinhold, Birkhauser
- 1975 — Melting Architecture. London: Peter Cook, (каталог выставки Art Net exhibition).
- 1976 — Art Net The Rally: Forty London Architects. London: Art Net/Peter Cook, (каталог выставки Art Net exhibition).
- 1976 — Arcadia: The Search for the Perfect Suburb. London: Art Net/Peter Cook.
- 1980 — (совместно с Christine Hawley). Six Houses. London: AA Publications, (каталог выставки в Архитектурной ассоциации).
- 1983 — (совместно с Barbara Goldstein). Los Angeles Now. London: AA Publications, (каталог выставки в Архитектурной ассоциации).
- 1985 — Peter Cook — 21 Years, 21 Ideas. London: AA Publications, (предисловие — Reyner Banham, текст — Christine Hawley), ; (каталог выставки в Архитектурной ассоциации).
- 1985 — (под редакцией Olive Brown). Lebbeus Woods. London: AA Publications, 1985, (каталог выставки в Архитектурной ассоциации).
- 1987 — (совместно с Christine Hawley). Cities. London: Fisher Fine Arts, (каталог выставки в the Fischer Fine Arts).
- 1989 — Peter Cook 1961-89. A+U.
- 1991 — (совместно с Rosie Llewellyn-Jones). New Spirit in Architecture. New York: Rizzoli.
- 1993 — Six Conversations. London: Academy Editions, (Architectural Monographs Special Issue, No. 28).
- 1996 — Primer. London: Academy Editions.
- 1999 — Archigram. London/New York: Princeton Architectural Press (также на яп., нем., кит. языках)
- 1999 — (совместно с John Hedjuk и Helene Binet). The House of the Book: Building, Zvi Hecker. London: Black Dog.
- 1999 — (совместно с Neil Spiller). The Power of Contemporary Architecture. London: Academy Editions.
- 2000 — Bartlett Book of Ideas. London: Bartlett School of Architecture.
- 2001 — (совместно с др.). The Paradox of Contemporary Architecture. Chichester: Wiley-Academy.
- 2003 — The City, Seen As A Garden Of Ideas. New York: Monacelli.
- 2008 — Drawing: The Motive Force of Architecture. Chichester: Wiley.
- 2014 — Drawing: The Motive Force of Architecture, Second Edition: Wiley